# Evobaculites
Evobaculites es un género de foraminífero bentónico considerado un sinónimo posterior de Sculptobaculites de la subfamilia Ammomarginulininae, de la familia Lituolidae, de la superfamilia Lituoloidea, del suborden Lituolina y del orden Lituolida. Su especie tipo era Evobaculites loshkharvicus. Su rango cronoestratigráfico abarcaba el Cretácico.

## Discusión
Clasificaciones previas incluían Evobaculites en el suborden Textulariina del orden Textulariida, o en el orden Lituolida sin diferenciar el suborden Lituolina.

## Clasificación
Evobaculites incluía a la siguiente especie:
- Evobaculites loshkharvicus †